# Parapolytretus rugosus
Parapolytretus rugosus là một loài bọ cánh cứng trong họ Cerambycidae.